# 1892年香港
|        | 香港歷史 \| 香港歷史年表                                                                                                   |
| 世紀： | 18世紀香港 \| 19世紀香港 \| 20世紀香港                                                                                     |
| 年代： | 1860年代香港 \| 1870年代香港 \| 1880年代香港 \| 1890年代香港 \| 1900年代香港 \| 1910年代香港 \| 1920年代香港               |
| 年份： | 1888年香港 \| 1889年香港 \| 1890年香港 \| 1891年香港 \| 1892年香港 \| 1893年香港 \| 1894年香港 \| 1895年香港 \| 1896年香港 |
| 紀年： | 壬辰年（龙年）、香港開埠51周年                                                                                             |

## 大事記
- 1月，香港開埠50周年，當局舉行會景巡遊。[1]
- 3月13日，香港最早期的革命組織輔仁文社成立。[1]
- 4月1日，香港南面峽石1級燈塔建成，以海底電線與港島相連。[1]
- 7月23日，香港西醫學院舉行首屆畢業禮[1]，首批學生12人中只有孫中山及江英華能夠畢業[2]。
- 8月1日，港英政府將總測量官易名為工務司。[1]
- 10月10日，發生布哈拉號沉沒事故，英國蒸汽船「布哈拉號」，從上海航向香港，在駛至台灣澎湖縣姑婆嶼時遭遇颱風沉沒，全船共140餘至約160人中，只有約23至30人獲救。時值光緒18年，船上死難者包括剛前往上海比賽的香港板球代表隊成員，13成員中有11名在事故中喪生。現時姑婆嶼上仍豎立著「英輪沉船紀念碑」，1984年船隻遺骸方被台灣考古人員重新發現及確認。部份死難者葬於香港墳場。[3][4]
- 本年：
  - 英商「中國協會」在香港及上海設立分會。[1]
  - 港府關閉10間收生不足25人的官立學校。[1]
  - 九龍煤氣鼓啟用。[1]
  - 麗如銀行倒閉。[1]
  - 堅尼地城牛房再次擴建，可容納360頭牛隻。[1]
  - 《自來水分配計劃》完成。[1]
  - 政府財政收入為224萬港元，支出234萬。[1]
  - 總人口為231,662人，外國人佔10,590名。[1]